# Lise Østergaard
Pour les articles homonymes, voir Østergaard.
Lise Østergaard, née le 18 novembre 1924 à Odense (Danemark) et morte le 19 mars 1996 à Copenhague (Danemark), est une femme politique danoise, membre des Sociaux-démocrates, ancienne ministre et députée au Parlement (le Folketing).

## Biographie
Elle est ministre sans portefeuille entre 1977 et 1980.

### Sources
- (da) Cet article est partiellement ou en totalité issu de l’article de Wikipédia en danois intitulé « Lise Østergaard » (voir la liste des auteurs).